# CD302
CD302 (англ. CD302 molecule) – білок, який кодується однойменним геном, розташованим у людей на короткому плечі 2-ї хромосоми.  Довжина поліпептидного ланцюга білка становить 232 амінокислот, а молекулярна маса — 26 183.
| 10         |  | 20         |  | 30         |  | 40         |  | 50         |
| ---------- |  | ---------- |  | ---------- |  | ---------- |  | ---------- |
| MLRAALPALL |  | LPLLGLAAAA |  | VADCPSSTWI |  | QFQDSCYIFL |  | QEAIKVESIE |
| DVRNQCTDHG |  | ADMISIHNEE |  | ENAFILDTLK |  | KQWKGPDDIL |  | LGMFYDTDDA |
| SFKWFDNSNM |  | TFDKWTDQDD |  | DEDLVDTCAF |  | LHIKTGEWKK |  | GNCEVSSVEG |
| TLCKTAIPYK |  | RKYLSDNHIL |  | ISALVIASTV |  | ILTVLGAIIW |  | FLYKKHSDSR |
| FTTVFSTAPQ |  | SPYNEDCVLV |  | VGEENEYPVQ |  | FD         |  |            |

A: Аланін

C: Цистеїн

D: Аспарагінова кислота

E: Глутамінова кислота

F: Фенілаланін

G: Гліцин

H: Гістидин

I: Ізолейцин

K: Лізин

L: Лейцин

M: Метіонін

N: Аспарагін

P: Пролін

Q: Глутамін

R: Аргінін

S: Серин

T: Треонін

V: Валін

W: Триптофан

Кодований геном білок за функцією належить до рецепторів. 
Задіяний у таких біологічних процесах як поліморфізм, альтернативний сплайсинг. 
Білок має сайт для зв'язування з лектинами. 
Локалізований у цитоплазмі, мембрані, клітинних відростках.